# ميتشيل سخيت
ميتشيل سخيت (بالهولندية: Mitchell Schet) (28 يناير 1988 بأمستردام في هولندا - ) هو لاعب كرة قدم هولندي في مركز الهجوم. شارك مع منتخب هولندا تحت 21 سنة لكرة القدم. أما مع النوادي، فقد لعب مع آر كي سي فالفيك وأدو دين هاغ وفاينورد ونادي إكسلسيور ونادي ترنتشين ونادي غرونينغن.

## وصلات خارجية
- ميتشيل سخيت على موقع الاتحاد الدولي (مؤرشف)  (الإنجليزية)
- ميتشيل سخيت على موقع قاعدة بيانات كرة القدم.إي يو (الإنجليزية)
- ميتشيل سخيت على موقع Soccerway.com (الإنجليزية)